# Chica Lopes
Francisca da Conceição Lopes de Oliveira, mais conhecida como Chica Lopes (São Carlos, 8 de dezembro de 1925 — São Carlos, 10 de setembro de 2016), foi uma atriz brasileira.

## Biografia
A atriz era viúva e teve  uma filha, Luci Queiroz. Começou a carreira no teatro em 1950. No cinema, dentre outros filmes, destacam-se Tiradentes, o Mártir da Independência e Cafundó em 2005.
Estreou na televisão em Teleteatros e em pequenos papeis. Em 1975, estreou em novelas na TV Tupi. Em 1983 se afastou da carreira, porém retornou em 1994 quando foi convidada para interpretar Durvalina pela segunda vez na terceira versão da telenovela Éramos Seis. Atuou também na segunda versão de A Escrava Isaura em 2004 na Rede Record, interpretando a escrava Joaquina, conselheira da protagonista Isaura, personagem de Bianca Rinaldi. Em 2006 se aposentou dos trabalhos. 
Em 2005, recebeu o Prêmio Zumbi dos Palmares na Assembleia Legislativa de São Paulo, durante a Semana de Cultura Negra, recebendo várias homenagens
No final da vida, começou a apresentar os primeiros sinais de Alzheimer. A atriz morreu em 10 de setembro de 2016, aos 90 anos de idade, morreu dormindo e a causa da morte não foi divulgada.

## Carreira

### Televisão
| Ano  | Título               | Personagem               | Emissora                       |
| ---- | -------------------- | ------------------------ | ------------------------------ |
| 2006 | Cristal              | Balbina                  |                                |
| 2004 | A Escrava Isaura     | Tia Joaquina             |                                |
| 2003 | Jamais Te Esquecerei | Irmã Margarida           |                                |
| 2002 | Marisol              | Dolores                  |                                |
| 2001 | Pícara Sonhadora     | Luzia                    |                                |
| 1999 | Sandy & Junior       | Mabel                    | Episódio: " Um Anjo veio aqui" |
| 1998 | Teleteatro           | Rita                     | Episódio: " O Sequestro"       |
| 1997 | Os Ossos do Barão    | Marlene                  |                                |
| 1995 | Sangue do meu sangue | Bentinha                 |                                |
| 1994 | Éramos Seis          | Durvalina                |                                |
| 1981 | Os Imigrantes        | Rosaura                  |                                |
| 1978 | Solar Paraíso        | Marialva                 |                                |
| 1978 | O Direito de Nascer  | Tina                     |                                |
| 1978 | Roda de Fogo         | Rosa                     |                                |
| 1977 | Éramos Seis          | Durvalina                |                                |
| 1976 | O Julgamento         | Elvira                   |                                |
| 1975 | Meu Rico Português   | Edite                    |                                |
| 1975 | Teatro 2             | Vizinha                  | Episódio:" A Cama"             |
| 1975 | Teatro 2             | Escrava de Maria Eugênia | Episódio:" Terra Natal"        |

### Cinema
| Ano  | Título                                | Personagem          |
| ---- | ------------------------------------- | ------------------- |
| 2005 | Cafundó                               | Nhá Chica           |
| 1983 | O Médium                              | —                   |
| 1981 | A Noite das Depravadas                | Empregada da Pensão |
| 1981 | Eles Não Usam Black-tie               | Amiga de Romana     |
| 1980 | Força Estranha                        | Velha               |
| 1977 | Tiradentes, o Mártir da Independência | Escrava             |